# 神戸ストークス
神戸ストークス（Kobe Storks）は、兵庫県神戸市に本拠を置くジャパン・プロフェッショナル・バスケットボールリーグ（B.LEAGUE）のチーム。B2リーグ、西地区に所属。
運営法人は株式会社ストークス。親会社はスマートバリュー。創設から2015年までは兵庫ストークス、2015年から2023年までは西宮ストークスと称していた。兵庫県初のプロバスケットボールクラブであり、クラブスローガンとして「ALL GREEN」を掲げる。

## 歴史

### 兵庫ストークス
2010年
日本バスケットボールリーグ2部機構 (JBL2) への参入を目指し、2010年10月1日に運営会社「株式会社アスリートグリーン兵庫」を設立。この時点では、チーム名・所属選手は未定であった。

#### テーブス監督時代

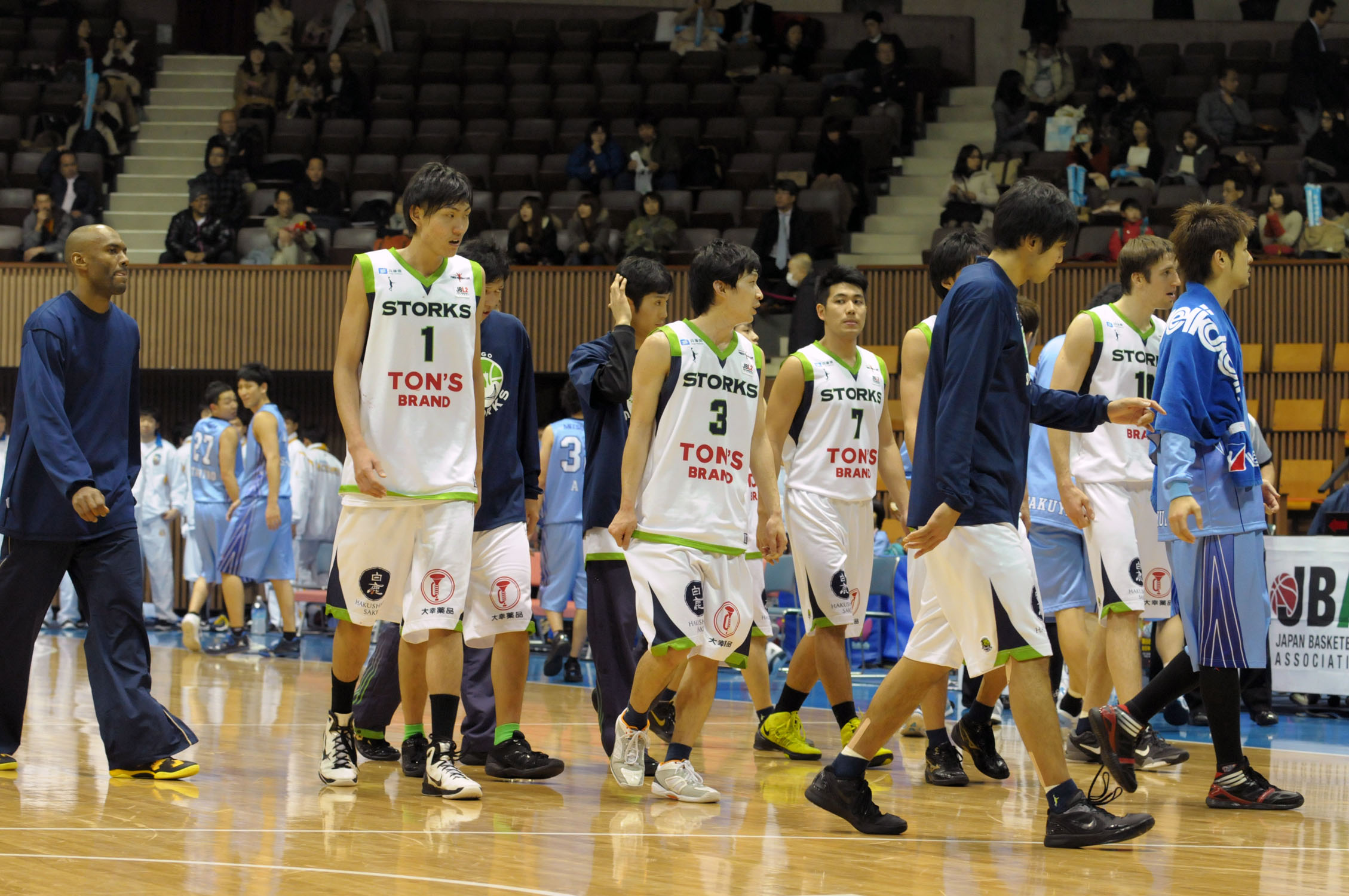
兵庫ストークス、2013年1月4日、オールジャパン三回戦

2011-12シーズン
3月9日に、公募により決定したチーム名「兵庫ストークス」(ひょうごストークス、Hyogo Storks) とチームロゴ、長尾強司、中村大輔の入団を発表。チームの初代監督には、日本バスケにも精通しているBT・テーブスを招聘した。また、長尾・中村の他に、2006年に開催されたのじぎく兵庫国体にて、中村と共に地元代表としてベスト8入りした谷直樹・高松英二・松崎賢人に加え、劉生琢行、井上ジョナサンらを獲得、外国籍選手としてジャワン・ベイリーが加入した。
開幕に先立ち、8月13日にパナソニックトライアンズとのプレシーズンゲームを開催。結果は56-80と大敗したが、1491人の観客にストークスがお披露目された。
その後、8月19日にベイリーが契約を解除され、新たにテーブス監督の出身国であるカナダ代表で、身長211cmのジェフ・ファーガソンが加入。日本人選手のみでの平均身長が187.9cmとJBL2の中で1位を誇る中に、ファーガソンが加入した事で平均身長が190.0cmとさらに大きくなり、初めてのシーズンに挑んだ。
10月15日の開幕戦は67-84で敗れ、10月22日のホーム開幕戦でファーガソンが負傷退場しながらも、80-70で初勝利を収めた。プレーできる外国人選手がいない危機を打破するために、日本プロバスケットボールリーグ (bjリーグ) の浜松・東三河フェニックスで優勝経験のあるウィリアム・ナイトを補強した。
12月4日の黒田電気ブリット・スピリッツ戦終了後の記者会見で、次シーズンの日本バスケットボールリーグ (JBL) への加入申請を発表。この12月4日から1月14日まで7連勝、経験豊富なナイトがJBL2個人成績ランキングの多くに入る活躍でチームを牽引し、日本人選手の台頭もあって一時は3位まで順位を引き上げた。その後上位チームには苦戦を強いられるも、中下位チーム相手には確実に勝利を重ね、3月17日の最終戦に勝利してプレーオフ圏内の4位を確定させた。
なお個人成績では、ナイトが得点王、ブロック王、リバウンド2位、フリースロー及びスティール3位となり、個人2冠と5部門でトップ3入りを果たした。また劉生がリバウンド3位、松崎がアシスト2位となり、チーム内の日本人で最多得点（平均13.8点）を挙げた谷が得点9位に入るなど、日本人の活躍も目立った。
ヒマラヤアリーナで開催されたプレーオフでは、1位でレギュラーシーズン3戦全敗の豊田通商ファイティングイーグルスに85-103で敗れ、決勝には進出できなかった。しかし翌日の3位決定戦でレノヴァ鹿児島に90-81で勝利し、最終順位を3位でシーズンを終えた。
4月12日、2012-13シーズンのJBLへの昇格見合わせが決まり、JBL2残留となった。
2012-13シーズン
テーブス監督が続投、9月10日まではGM職も兼務していた。残留したのは、兵庫県出身の高松・松崎・中村・谷と、昨シーズンの主力であった松山・ナイトの6名。新加入は、兵庫県出身の道原紀晃・中西良太、神原裕司、藤原岳志、カナダ代表のマイケル・リファーズ。なお、初代キャプテンの長尾は現役を引退し、河相・柳沢・翁長はデイトリックつくば、リバウンドでチームに貢献した劉生は大塚商会アルファーズ、井上はbjリーグ・宮崎シャイニングサンズへ移籍した。
6月23日、2013年から始まる新リーグに参画するチームとしてストークスが承認され、トップリーグであるナショナル・バスケットボール・リーグ (NBL) への所属が決まった。なお当シーズンのJBL2が東西カンファレンス制となり、ストークスは昨シーズンのプレーオフに共に進出した、豊田通商・アイシン・エィ・ダブリュ アレイオンズ安城・鹿児島と同じ西地区に所属することになった。
開幕戦こそアイシンAWに敗れたが、前半戦終了時点においてJBL2最多得点（86.6）と最少失点（67.8）という圧倒的な数字を残し、2位に3ゲーム差をつけた首位で前半戦を終えた。
JBL2西地区首位としてオールジャパンに初出場。初戦の曙ブレーキ工業戦に72-56で勝利し、JBLチームとの初めての公式試合を戦うことになった。しかし、その対戦相手・三菱電機ダイヤモンドドルフィンズとの実力差は大きく、62-85で敗退した。
シーズンに戻ると、11月11日から1月19日までのシーズン10連勝で勢いを増し、2月10日・11日の鹿児島戦で唯一の連敗を喫したが、3月16日の最終戦、チーム最多の2,458人の観衆のなかでつくばに勝利し、JBL2西地区優勝を決めた。パークアリーナ小牧でのプレーオフ・準決勝では、レギュラーシーズン最終戦の対戦相手・つくばと再戦し、73-67で勝利して決勝に進出した。その相手はレギュラーシーズンで唯一負け越した鹿児島であったが、87-80で勝利を収め、JBL2最終シーズンを優勝で締めくくった。
松崎が最多アシスト・シーズンMVP・ベスト5、ルーキーの道原が最高フリースロー成功率・新人王に輝いた。2月以外の全ての月にストークスから月間MVPを輩出し、テーブス監督はコーチ・オブ・ザ・イヤーとなるなど、充実した2年目であった。そのテーブス監督は、4月17日に契約満了による退任が発表された。

#### ヨシカワ監督時代
2013-14シーズン
新監督にはダニー・ヨシカワが就任。主力メンバーが残留し、梁川禎浩、カール・ホールが新加入した。
前半戦は西地区4位で折り返すも（6勝20敗）、プレーオフ進出ラインの3位から9ゲーム離された。前半戦終了前に、高松の契約解除・藤原の引退、新加入選手が発表されるも、12月20日から4月5日までの間NBL公式戦におけるリーグワーストの25連敗を喫し、3月でレギュラーシーズン敗退が決まった。その後3連勝、4連敗でシーズンを終えた。
2014-15シーズン
ホール・中西・松崎・中村が退団、松山が引退した。谷・松島・道原・梁川・ナイトが残留し、細谷将司、中務敏宏・根来新之助、田村大輔・デボーン・ワシントン、アイザック・バッツが新加入した。
開幕から10試合の成績は3勝7敗。チームトップの得点をあげていたワシントンが、ホールのいるbj・信州ブレイブウォリアーズに移籍した。12月17日にヨシカワ監督が解任、上田康徳ACが監督に昇格、前半戦は11勝12敗で折り返した。チーム立て直しを図り、プレーオフを目指した後半戦だったが、開始早々に6連敗、8連敗を喫した。ワシントンに代わる新外国人も獲得できず、勝ち数は昨年から倍増したがプレーオフ進出は逃した。

### 西宮ストークス

#### 上田監督時代
2015-16シーズン
2016-17シーズン発足のJPBL1部を見据え、本拠地を神戸市から西宮市に移転、チーム名も「西宮ストークス」(にしのみやストークス、Nishinomiya Storks) に変更した。7月末での発表では保留となり、8月末の最終振り分けで2部への所属となった。
上田監督は続投し、前和歌山トライアンズACの塚本鋼平が新ACに就任。選手では、細谷、松島、バッツ、ナイト、田村が退団し、畠山俊樹、佐藤浩貴、丸山公平、マシュー・ヘゼカイア、ダバンテ・ガードナーが新加入。
新本拠地・西宮市立中央体育館にリンク栃木ブレックスを迎えた開幕2連戦はチーム史上初めて、両日共に観客2,000人超（2,356人/2,164人）を記録した。シーズン初勝利は9戦目の広島ドラゴンフライズ戦。開幕後に奥本友人、ディリオン・スニード、大阪学院大学から合田怜が新加入し、ヘゼカイアが退団した。
ホームタウン移転元年は勝ち星・観客動員も伸び悩み、どちらも11位で終了となった。

#### 高橋監督時代
2016-17シーズン
上田監督が退任し、前京都ハンナリーズACの高橋哲也が新監督に、bjリーグ時代に大阪エヴェッサの監督として3連覇を果たした天日謙作を新AC（実質的な指揮官）に迎えた。また、バレーボール日本女子代表元監督の柳本晶一を顧問に迎えた。
天日ACの下で活躍した石橋晴行、竹野明倫、松崎賢人、坂井レオ、石塚裕也、外国籍選手ではウィル・クリークモアと、NBA経験のあるラリー・オーウェンスが新加入、合田、根来、畠山、ガードナー、中務らが退団した。
開幕2戦目の勝利から9連勝を挙げ確実に白星を重ねるチームに、NBAのニューヨーク・ニックスに在籍したジョーダン・ヴァンデンバーグが加わった。その後クリークモアがアースフレンズ東京Zに移籍した事で外国籍が2人となったため、bjリーグのチャンピオンリングを3個持つドゥレイロン・バーンズを補強。イギリス生まれながら西宮で育ち日本国籍を有する土屋アリスター時生、シュート力の高い内藤健太が特別指定選手として入団した。
レギュラーシーズンは、FE名古屋と中地区首位争いを演じ、3月18、19日の直接対決で連勝した。43勝17敗で中地区首位となり、第2シード権とホーム開催権を得てプレーオフに進出した。
ファーストラウンドの群馬クレインサンダーズ戦を、68-59、70-60で連勝し、この時点で次年度のB1昇格が決定。5月20日に行われたファイナルで島根スサノオマジックを78-53で下し、初代B2チャンピオンに輝いた。
2017-18シーズン
スタッフは継続し、竹野が引退してACとなった。B2優勝に貢献したロスターはほぼ残留させ、セオン・エディ、大塚勇人、コナー・ラマートが新加入。同期昇格ながらスタッフ・選手をほぼ総入れ替えする島根と逆のスタイルでB1に挑んが、18チーム中17位と低迷し、B1残留プレーオフに出場｡
横浜と対戦し第3戦までもつれ込む試合となったが、1勝2敗で1回戦敗退。1年でB2降格となった。　

#### ライコビッチ監督時代
2018-19シーズン
高橋監督、天日AC、エディ、ヒル、坂井、ヴァンデンバーグ、石塚、岡田、リドリーが退団。上原壮大郎、ランディ・ホワイト、佐藤浩貴が新加入。新監督にはセルビア人のミオドラグ・ライコビッチが就任した。
9月29日からシーズンがスタートしたが、開幕10試合で1勝9敗と低迷。外国籍選手の入れ替えもある中、B2全体で8位でシーズンを終えた。

#### フィッシャー監督時代
2019-20シーズン
6年に渡り在籍した梁川が引退、上原、大塚、佐藤が退団。新監督には当初、クリストス・マルマリノスが就任したが、健康上の理由で開幕前に退任。マティアス・フィッシャーを改めて新監督に迎え開幕した。
低迷した前年とは反対に開幕10試合で9勝1敗と上々のスタートを切った。しかし、3月27日に新型コロナウイルス感染拡大のため、残りのリーグ戦及びポストシーズンの中止が発表され、中地区2位、B2全体5位が確定した。
2020-21シーズン
松崎、濵高、谷、道原、岸田、劉が残留し、ウォルドー、バーンズ、須藤、谷口、内藤、土屋が退団した。今野翔太、福田真生、渡邊翔太、アレクサンダー・ルオフ、シェイク・ムボジ、デクアン・ジョーンズが新加入。また、新型コロナウイルス感染拡大のため東西2地区制となり、前季まで中地区に所属していたストークスは西地区所属となった。
10月2日からシーズンが始まり、2連勝スタート。その後は負けが先行したが、1月22日に川崎ブレイブサンダースからマット・ボンズが加入すると、ボンズ加入後2戦目の越谷アルファーズ戦から3月6日の茨城ロボッツ戦までチーム記録となる14連勝を記録。連勝中の2月28日には地区優勝マジック16が点灯し、3月28日に4年ぶり2回目となるプレーオフへの出場が決定、ホーム最終戦の4月17日のライジングゼファーフクオカ戦に勝利し、2016-17シーズンの中地区優勝以来4シーズンぶりの地区優勝を決めた。しかし、5月7日に始まったプレーオフ準々決勝の仙台89ERS戦で2連敗し、敗退。目標のB2優勝・B1昇格は持ち越しとなった。
また、コート外では、選手が国外から新規入国した際、入国の次の日から起算して14日間は検疫所長が指定する場所で待機しなければならないところ、待機期間内に待機場所外で行われたチーム練習に参加させ、新型コロナウイルス感染症感染拡大防止のため政府が実施している水際対策の一環である「入国後14日間待機要請」に従わなかったとして、茨城と共にリーグより制裁を受けた。
2021-22シーズン
西地区優勝に貢献したボンズが長崎ヴェルカに移籍し、岸田も佐賀バルーナーズに移籍。新たに、ハンガリー・バスケットボールリーグ（英語版）・デブレセニEACからシャキール・ハインズが、シーホース三河から川村卓也が新加入、佐賀から中西良太が7季ぶりに復帰した。
12月26日の福島ファイヤーボンズ戦から3月6日の福岡戦まで13連勝を記録し、西地区首位に浮上。3月12日の仙台戦に敗れてからは白星と黒星が交互に並ぶ試合が続き、一時は西地区3位に後退。しかし、4月2日・3日の仙台戦に連勝し西地区首位を奪還すると、4月6日にプレーオフへの進出が決定した。最終的に36勝19敗の西地区3位でレギュラーシーズンを終え、プレーオフへは第5シード（自地区3位／2地区間1位）で出場。5月7日から行われた準々決勝の熊本ヴォルターズ戦では2戦とも1桁点差の接戦だったが、2年連続のスイープ負けで準々決勝敗退となった。

#### 森山監督時代
2022-23シーズン
川崎から綱井勇介、FE名古屋から川島聖那を獲得し前季からの若返りを図った。また、トレイ・ポーター、ジガ・ディメッツを獲得し、課題だったインサイドの補強に成功した。しかし、レギュラーシーズンでは小型ながら連敗を繰り返し、29勝31敗でフィニッシュ。球団史上初めてB2で負け越す結果となった。プレーオフには3年連続で出場。準々決勝の越谷アルファーズ戦は2勝1敗で突破するも、準決勝の佐賀バルーナーズ戦には敗れ、5季連続でB1復帰を逃した。3位決定戦では第1シードのアルティーリ千葉と対戦。スイープで勝利し、B2年間3位が確定した。ポーターがレギュラーシーズンでブロック王を獲得。

### 神戸ストークス
2023-24シーズン
このシーズンよりホームタウンを西宮市から神戸市に移し「神戸ストークス」(こうべストークス、Kobe Storks) に改称。ジョーンズやディメッツ、前季途中に期限付き移籍で加入したハミルトンらが退団し、新たにアイザイア・アームウッド、ジョーダン・キャロライン、球団初の帰化選手となるカロンジ磯山パトリックが加入した。
開幕から6連勝を記録し上々のスタートを切るが、早々にアームウッドが故障。インジュアリーリストに登録されたため、短期契約でナイジェル・スパイクスを獲得した。しかし、7勝2敗だった10月から一転、11月は3度の2連敗を含む2勝6敗と失速。続く12月も5勝6敗と負け越すと、1月5日・6日の福岡戦も連敗でシーズン前半が終了。14勝16敗と借金を背負い折り返す結果となった。スパイクスとの短期契約は1月6日付で満了。
マックス・ヒサタケや藤原瞭我の加入、アームウッドの退団があったシーズン後半も勝ち星を大きく伸ばすことはできず、29勝31敗の西地区5位、全体9位でフィニッシュ。球団のB2最低順位及びB2最低タイの勝率で終了し、2018-19シーズン以来となるプレーオフ進出を逃した。
一方で、神戸移転により観客動員数は増加。Bプレミア参入に向け、シーズン後半には9万人動員プロジェクトを立ち上げたこともあり、B2球団最多入場者数記録を3度更新。最終的には4月21日の本拠地最終戦で6,454人を動員し、シーズン合計入場者数は91,421人、平均入場者数は3,047人となった。
コート外では、代表取締役社長の北村正揮が国際バスケットボール連盟への移籍に伴い退任。共同オーナーであるスマートバリュー代表執行役社長の渋谷順が新たに代表取締役社長に就任した。

#### クルニッチ監督時代
2024-25シーズン
森山監督が退任し、第8代監督にプレドラッグ・クルニッチが就任。中心選手だったヒサタケやポーターが退団、長くチームを支えた松崎が引退したが、大半のメンバーが継続する例年通りのロスターとなった。
開幕戦こそ敗れたものの、2戦目で初勝利を挙げてからは5連勝で西地区首位に浮上する。しかし、谷や藤原が故障し戦線離脱するなど、直後に5連敗を喫し借金生活に転落。4連勝を挟んだのち9連敗と苦しい前半戦となった。また、12月29日には西宮ストークス時代の本拠地・西宮市立中央体育館でのラストゲームが行われた。
後半戦に入ってもチームの調子は上向かず、2月18日には東頭俊典AC兼通訳を監督代理に据える形でクルニッチ監督を解任し、選手の入れ替えを行った。2部リーグでの球団史上最速となる46試合目での負け越しが決まるが、その後6連勝を記録すると一転プレーオフ争いに加わる。4月5日には新たな本拠地となるGLION ARENA KOBEでのこけら落とし試合を行い、プレーオフも含めたB2最多入場者数 (8580人) を動員した。
最終成績は25勝35敗の西地区6位・全体10位。球団の2部リーグ最低勝率を更新し、2季連続でプレーオフ出場を逃した。

#### 川辺監督時代
2025-26シーズン
東頭監督代理がAC兼通訳に再配置転換され、第9代監督に前季限りでFE名古屋監督を退任した川辺泰三が就任。再設置となるGMには九里大和が就任した。例年とは異なり半数以上の選手が退団したが、前季途中から特別指定選手として加入していた野溝利一とプロ契約を締結。また、福井から木村圭吾、北海道から寺園脩斗、越谷から笹倉怜寿、群馬から八村阿蓮らを獲得するなど、主力級の補強に成功した。

## 成績

### 過去のリーグ戦
| 年度  | 所属 | レギュラーシーズン | レギュラーシーズン | レギュラーシーズン | レギュラーシーズン | レギュラーシーズン | レギュラーシーズン | レギュラーシーズン | レギュラーシーズン | 最終結果 | HC                        | 備考           |
| 年度  | 所属 | 勝                 | 敗                 | 勝率               | ゲーム差           | 得点               | 失点               | 得失点差           | 順位               | 最終結果 | HC                        | 備考           |
| ----- | ---- | ------------------ | ------------------ | ------------------ | ------------------ | ------------------ | ------------------ | ------------------ | ------------------ | -------- | ------------------------- | -------------- |
| 11-12 | JBL2 | 17                 | 10                 | .630               | 7.0                | 80.1               | 73.5               | +6.6               | 4位                | 3位      | BT・テーブス              | JBL2に新規参入 |
| 12-13 | JBL2 | 27                 | 5                  | .844               | -                  | 82.3               | 64.7               | +17.6              | 西1位              | 優勝     | BT・テーブス              | -              |
| 13-14 | NBL  | 9                  | 45                 | .167               | 32.0(20.0)         | 73.0               | 85.7               | -12.7              | 西5位              | -        | ダニー・ヨシカワ          | NBLに昇格      |
| 14-15 | NBL  | 18                 | 36                 | .167               | 25.0(3.0)          | 73.7               | 80.0               | -6.3               | 西4位              | -        | ダニー・ヨシカワ→上田康徳 |                |
| 15-16 | NBL  | 13                 | 41                 | .241               | 33.0(9.5)          | 75.0               | 86.8               | -11.8              | 11位               | -        | 上田康徳                  |                |

### 獲得タイトル

#### クラブ
B.LEAGUE
- B2年間優勝
  - 2016-17シーズン
- ココロ、たぎる。賞
  - 2024-25シーズン

#### 個人
B.LEAGUE
- B2ファイナルMVP
  - B2 2016-17シーズン: 道原紀晃
- 得点王
  - B2 2024-25シーズン: チョンディー・ブラウン
- ブロック王
  - B2 2022-23シーズン: トレイ・ポーター
- ベストフリースロー成功率賞
  - B2 2021-22シーズン: 道原紀晃

NBL
- 得点王
  - NBL 2015-16シーズン: ダバンテ・ガードナー
- リバウンド王
  - NBL 2014-15シーズン: アイザック・バッツ
- オールスターゲームMVP
  - NBL 2015-16シーズン: ダバンテ・ガードナー

JBL2
- MVP
  - JBL2 2012-13シーズン: 松崎賢人
- 新人王
  - JBL2 2012-13シーズン: 道原紀晃
- ベスト5
  - JBL2 2011-12シーズン: ウィリアム・ナイト
  - JBL2 2012-13シーズン: ウィリアム・ナイト
  - JBL2 2012-13シーズン: 松崎賢人
- コーチ・オブ・ザ・イヤー
  - JBL2 2012-13シーズン: BT・テーブス
- 最多得点
  - JBL2 2011-12シーズン: ウィリアム・ナイト
- 最多ブロック
  - JBL2 2011-12シーズン: ウィリアム・ナイト
- 最多アシスト
  - JBL2 2012-13シーズン: 松崎賢人
- 最高フリースロー成功率
  - JBL2 2012-13シーズン: 道原紀晃
- 月間MVP
  - 2011年12月: 劉生琢行
  - 2011年1月: ウィリアム・ナイト
  - 2011年3月: 松崎賢人
  - 2012年10月: 松崎賢人
  - 2012年11月: 道原紀晃
  - 2012年12月: 中西良太
  - 2013年1月: マイケル・リファーズ
  - 2013年3月: 谷直樹

## ユニフォーム

### ユニフォームスポンサー（2025-26シーズン）
- 前面：シン・エナジー（胸）、上組（左肩）
- 背面：全国福利厚生共済会（背番号上部）、SAN NEXUS（背番号下部）
- パンツ：神戸トヨペット（右前上）、KPMG（右前下）、デジアラホールディングス（左前）、オイシス（右後ろ）、ベスティ（左後ろ上）、東伸産業（左後ろ下）

### ユニフォームサプライヤー
- 2011年 - 2020年 : IN THE PAINT
- 2020年 - 2023年 : hummel[16]
- 2023年 - 現在 : PASS THE ROCK

### 歴代ユニフォーム
| HOME      | HOME      | HOME      | HOME      | HOME      |
| --------- | --------- | --------- | --------- | --------- |
| 2017 - 18 | 2018 - 19 | 2019 - 20 | 2020 - 21 | 2021 - 22 |
| 2022 - 23 | 2023 - 24 | 2024 - 25 | 2025 - 26 |           |
|           |           |           |           |           |

| AWAY      | AWAY      | AWAY      | AWAY      | AWAY      |
| --------- | --------- | --------- | --------- | --------- |
| 2017 - 18 | 2018 - 19 | 2019 - 20 | 2020 - 21 | 2021 - 22 |
| 2022 - 23 | 2023 - 24 | 2024 - 25 | 2025 - 26 |           |
|           |           |           |           |           |

| 2020 - 21 3rd |
|               |

## チームの特徴

### 球団名称
アスリートグリーン兵庫創設時にチームの愛称を募集。その結果、2011年3月9日に「ストークス」と発表された。「ストークス」は英語で兵庫県の県鳥であるコウノトリを意味し、263通の応募の中に多く含まれていた。

### 公式テーマソング
2016年にサーカスフォーカスが「HOP STEP & GO」を制作したほか、RYO the SKYWALKERの「WE ARE STORKS」、両者のコラボ曲である「エナジーソング」等が特に西宮ストークス時代に使用されていた。また、サーカスフォーカスのオリジナル・アルバム『Jack in the Box』には「LET'S GO STORKS!!!」が収録されており、「パでグでピース」のミュージック・ビデオにはストークスの選手が出演している。
2025年には、GLION ARENA KOBE開業を機に応援アンバサダーに就任したベリーグッドマンが、応援ソング「コウノトリ」を制作。合唱パートにはファンも参加している。

## マスコット
- ビクトリくん

2013年～2016年。コウノトリをモチーフにしたキャラクター。
- ストーキー (初代)

2016年～2023年。踊れるマスコットキャラクター。性別は男の子。誕生日は10月1日。特技はバスケとダンス。趣味は自慢のヘッドフォンで音楽を聴くこと。背番号は100。
- ストーキー (二代目)

2023年～。神戸芸術工科大学ビジュアルデザイン学科の学生がデザインを考案。背番号は78。

## チームスローガン
- 2011年 - 2012年 All out, All game, All season
- 2012年 - 2013年 ステップアップ
- 2017年 - 2018年 挑戦
- 2018年 - 2019年 全力宣言！
- 2019年 - 2021年 協創！
- 2021年 - 2022年 ALL GREEN
- 2022年 - 2023年 WE WILL
- 2023年 - 2024年 TOUGHNESS
- 2024年 - 2025年 一意戦心 -FIGHT FOR KOBE-

## メディア
テレビ
- ストークスLive!（サンテレビ）
- サンテレビでの録画放送
2013年3月16日 vsデイトリックつくば
2013年12月21日 vs東芝ブレイブサンダース神奈川
- ABCテレビでの録画放送
2025年4月6日 vsパスラボ山形ワイヴァンズ

ラジオ
- ストークスなび〜すとなび〜（ラジオ関西）
- 西宮ストークス ラジオブースター☆（ラジオ関西）
- 神戸ストークス情報発信局 〜バスケットは…お好きですか？〜（2025年3月5日 - 、ラジオ関西）
- Kiss BASKETBALL FREAKS（Kiss FM KOBE）
- VOICE of STORKS（さくらFM）

## STORKS CONEST
STORKS CONEST（ストークスコネスト）は、神戸ストークスが行っている地域貢献活動である。「水」と「子ども」をテーマに河川敷の清掃やクリニック等のアクションを起こしている。2022年から2023年にかけては今野翔太がアンバサダーを務めていた。